# Мей Мелланбі
Мей Мелланбі, уроджена Твіді (англ. May Mellanby; 1882 — 5 березня 1978) — англійська медична дослідниця, мала титул леді Мелланбі після посвяти 1937 року в лицарі її чоловіка, Едварда Мелланбі, який отримав лицарське звання 1937 року. Окрім спільних із чоловіком досліджень харчування, провела незалежне дослідження фізіології зубів і причин їхніх захворювань. Для профілактики карієсу рекомендувала дієту, багату на вітамін D, і обмеження споживання зернових продуктів.

## Життєпис
Народилася в Лондоні в сім'ї Джорджа Твіді, судновласника і бізнесмена, який займався російською нафтовою промисловістю, і його дружини Рози. Здобула освіту в середній школі Гемпстед і середній школі Бромлі. З 1902 по 1906 рік навчалася в коледжі Гіртон у Кембриджі, здобувши еквівалент другого класу в іспиті з природничих наук Tripos. З 1906 по 1914 рік працювала науковою співробітницею, а згодом викладачкою Бедфордського коледжу Лондонського університету. Там вона працювала з Джоном Сіднеєм Едкінсом (який згодом став її швагром) над секрецією шлунка. У 1914 році одружилася з Едвардом Мелланбі, який тоді був викладачем фізіології в Королівському жіночому коледжі.
Під час Першої світової війни Мей Мелланбі читала лекції з фізіології у Політехнічному університеті Челсі та Політехнічному університеті Баттерсі, а в 1918 році розпочала стоматологічні дослідження для Ради з медичних досліджень (РМД). Її роботи були зосереджені на впливі дієти на розвиток зубів та щелеп, а також на зв'язку між структурою зубів і карієсом. У Британському медичному журналі та Британському стоматологічному журналі опублікувала серію дослідницьких статей, деякі з яких були підсумовані в розділі книги її чоловіка «Харчування та хвороби» (1934). Також підготувала чотири спеціальні доповіді для РМД.
Нагороджена почесними докторськими ступенями Шеффілдського (1933) та Ліверпульського (1934) університетів. У 1935 році вона та її чоловік разом отримали стипендію Чарльза Мікла в Торонтському університеті. 1956 року вона була обрана до Фізіологічного товариства. Деякі з її документів зберігаються разом із документами її чоловіка в бібліотеці Велкома, інші зберігаються разом із її науковою колекцією в Королівському коледжі хірургів Англії.
Після смерті чоловіка в 1955 році Мей продовжувала наукову діяльність та аналіз їхніх спільних досліджень. Померла 5 березня 1978 року у віці 96 років. 
Мей Мелланбі зробила значний внесок у розуміння впливу харчування на здоров'я зубів, а її дослідження стали основою для подальших наукових робіт у галузі стоматології та дієтології.

## Спосик праць мовою оригіналу
- 'An experimental study of the influence of diet on teeth formation', The Lancet, Vol. 62 (1918). pp. 767-.
- 'Experimental evidence demonstrating the influence of a special dietetic factor on the development of the teeth and jaws', Dental Record, Vol. 11 (1920).
- 'The relation of caries to the structure of the teeth', British Dental Journal, Vol. 44 (1923), pp. 1-.
- 'Effect of diet on the resistance of teeth to caries', Proceedings of the Royal Society of Medicine (Sect. Odont.), Vol. 16, pt. 3 (1923), pp. 74-.
- 'The effect of diet on the structure of teeth. The inter-relationship between the calcium and other food factors', British Dental Journal, Vol. 44 (1923), pp. 1031-.
- (with J. W. Proud) 'The effect of diet on the development and extension of caries in the teeth of children (Preliminary note)', British Medical Journal, Vol. 2, pp. 354-.
- (with E. M. Killick) 'A preliminary study of factors influencing calcification processes in the rabbit', Biochemical Journal, Vol. 20 (1926), pp. 902-.
- (with C. Lee Pattison) 'Some factors of diet influencing the spread of caries in children', British Dental Journal 27 (1926), pp. 1045-.
- 'The relation of caries to the structure of the teeth', British Dental Journal, Vol. 48 (1927), pp. 1-.
- 'The structure of human teeth', British Dental Journal, Vol. 48 (1927), pp. 737-.
- The structure of human teeth in relation to caries, British Dental Journal, Vol. 48 (1927), pp. 1481-.
- 'The chief dietetic and environmental factors responsible for the high incidence of dental caries: correlation between animal and human investigations', British Dental Journal, Vol. 49 (1928), pp. 769-.
- (with C. Lee Pattison) 'The action of vitamin D in preventing the spread and promoting the arrest of caries in children', British Medical Journal, Vol. 2 (1928), pp. 1079-.
- Diet and the teeth: an experimental study. Part 1, Dental structure in dogs, London: H.M.S.O., 1929. Medical Research Council, Special Reports Series, 140.
- Diet and the teeth: an experimental study. Part 2, A. Diet and dental disease. B. Diet and dental structure in mammals other than the dog, London: H.M.S.O., 1930. Medical Research Council, Special Reports Series, 153.
- (with C. Lee Pattison) 'Remarks on the influence of a cereal-free diet rich in vitamin D and calcium on dental caries in children', British Medical Journal, Vol. 1. (1932). pp. 507-.
- Diet and the teeth: an experimental study. Part 3, The effect of diet on dental structure and disease in man, London: H.M.S.O., 1934. Medical Research Council, Special Reports Series, 191.
- (with J. D. King) 'Diet and the nerve supply to the dental tissues', British Medical Journal, 1934.
- The influence of diet on caries in children's teeth, London: H.M.S.O., 1936. Medical Research Council, Special Reports Series, 211.
- (with H. Coumoulos) 'The improved dentition of 5-year-old London school-children', British Medical Journal, Vol. 1, pp. 837-.
- (with H. Mellanby) 'The reduction in dental caries in five-year-old London school children (1929—1947)', British Medical Journal, (1948), pp. 409-.